# لیبرا

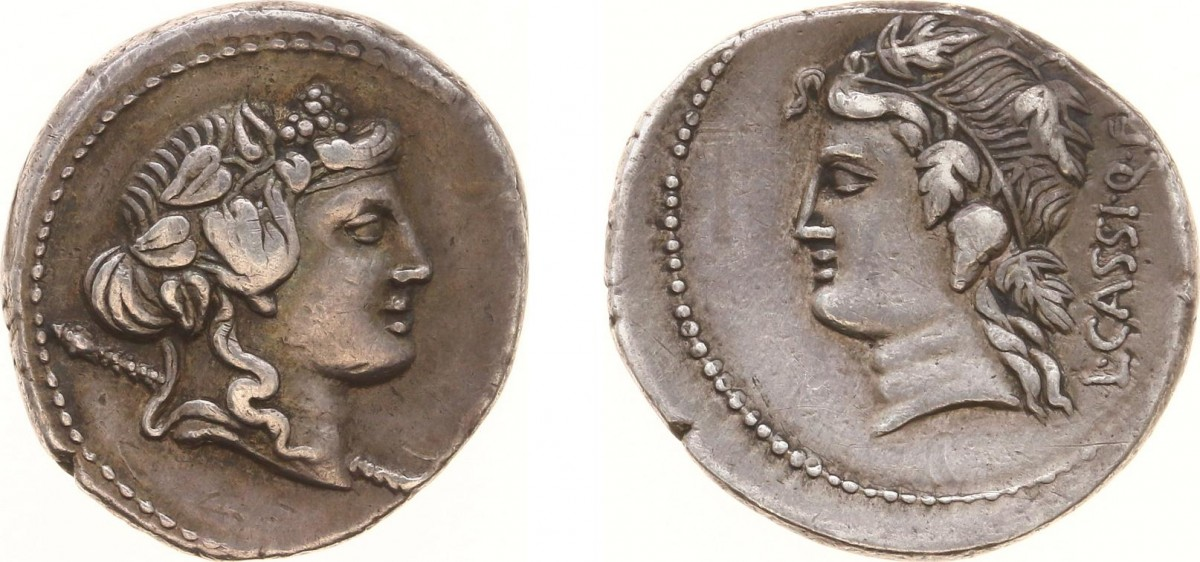
لونگینوس، دناریوس، رم با تاج گلپیچ را مشاهده میکنید.

لیبرا، (به انگلیسی: Libera) در اساطیر روم باستان، همسر یا ملکهٔ لیبر بود که خدای رومی انگور و شراب محسوب می‌شد. لیبرالیا جشن مربوط به لیبر و لیبرا بود، که همه ساله در زمانی مشخص برگزار می‌گردید.
در اساطیر رومی، لیبرا الههٔ باروری و زمین است. او دختر لیبر(خدای انگور و شراب) و سرس (الههٔ زراعت و رستنی‌ها) محسوب می‌شد. [بنابراین لیبرا، در برخی منابع همسر لیبر و در برخی دیگر دختر او به شمار آمده‌است]
لیبرا همچنین با پرسفونه Persephone که از اساطیر یونانی است، همراهی و مطابقت دارد.
برج هفتم ماه ،ماه مهر برگرفته از همین نام است .

## ارتباط با تقدیس آلت مردانه
ویل دورانت در تاریخ تمدن دربارهٔ لیبر(خدای رومی انگور و شراب)، لیبرا(در اساطیر روم، همسر لیبر) و لیبرالیا(جشن مربوط به لیبر) می‌نویسد:
«در روزهای نهم، یازدهم و سیزدهم ماه مه، عید لیبر و لیبرا، خدا و الههٔ انگور، در جشن لیبرالیا برگزار می‌شد و خیل مردان و زنان دلشاد، آلت مردانه را که نماد باروری و برکت محسوب می‌شد، آشکارا تقدیس می‌کردند.» 

## در افسانه‌ها
لیبر و لیبرا، خدایانی هستند که نقش مهمی در داستان‌های علمی تخیلی و همینطور افسانه‌های مربوط به مسافرت در زمان، ایفا می‌کنند. بعنوان نمونه در رمان خدایان خانگی اثر هاری تورتلدوو و جودیت تار.